# Шопско Рударе
Шопско Рударе (мкд. Шопско Рударе) је насеље у Северној Македонији, у северном делу државе. Шопско Рударе је у оквиру општине Кратово.

## Географија
Шопско Рударе је смештено у северном делу Северне Македоније. Од најближег града, Куманова, село је удаљено 40 km источно.
Село Шопско Рударе се налази у историјској области Средорек. Насеље је положено у долини Криве реке, на приближно 450 метара надморске висине.
Месна клима је умерено континентална.

## Историја
Село се почетком 20. века изјашњавало као српско. 24. августа 1904. у Шопско Рударе упала је чета бугарског комите Јордана Спасова и убила четири мушкарца и три жене, које су претходно силовали. Након тога село је пристало да се приклони бугарској егзархији.
За време бугарске комитске акције настрадала је породица поп Алексе из Рудара. Побијени су отац, мајка и браћа, а ћерка је првих дана слободе, била силована од стране општинског деловође.

## Становништво
Шопско Рударе је према последњем попису из 2002. године имало 143 становника. Од тога огромну већину чине етнички Македонци.
Претежна вероисповест месног становништва је православље.